# Ламановское сельское поселение
Ламановское се́льское поселе́ние — муниципальное образование в Колосовском районе Омской области Российской Федерации.
Административный центр — село Ламаново.

## История
Статус и границы сельского поселения установлены Законом Омской области от 30 июля 2004 года № 548-ОЗ «О границах и статусе муниципальных образований Омской области».

## Население
| 2010 | 2011 | 2012 | 2013 | 2014 | 2015 | 2016 |
| ---- | ---- | ---- | ---- | ---- | ---- | ---- |
| 766  | ↘763 | ↘751 | ↘722 | ↘678 | ↘661 | ↘635 |
| 2017 | 2018 | 2019 | 2020 | 2021 | 2023 |      |
| ↘626 | ↘602 | ↗603 | ↘582 | ↘392 | ↘348 |      |

## Состав сельского поселения
| № | Населённый пункт | Тип населённого пункта       | Население |
| - | ---------------- | ---------------------------- | --------- |
| 1 | Владимировка     | деревня                      | ↘142      |
| 2 | Ламаново         | село, административный центр | ↘518      |
| 3 | Сафоново         | деревня                      | ↘106      |